# Limnocletodes secundus
Limnocletodes secundus is een eenoogkreeftjessoort uit de familie van de Cletodidae. De wetenschappelijke naam van de soort is voor het eerst geldig gepubliceerd in 1934 door Sewell.